# Chevignon
Chevignon is een Frans, internationaal bekend modemerk voor heren- en dameskleding, dat vooral bekend staat om zijn vrijetijdskleding in Amerikaanse stijl.

## Bedrijfsgeschiedenis
Het bedrijf Charles Chevignon werd in 1979 in Parijs opgericht door de Fransman Guy Azoulay (Algerije 1955-), afkomstig uit een zogenaamde Pied noir-familie. Het bedrijf produceerde aanvankelijk bomberjacks, zogenaamde "Flights", in de stijl van Amerikaanse luchtmacht-piloten. Het bedrijf is vernoemd naar de fictieve luchtmachtpiloot Charles Chevignon. Azoulay kocht oorspronkelijk flight jackets uit oude legervoorraden, bewerkte deze en verkocht ze met succes door. Vanwege de grote vraag en omdat zijn voorraad legerjassen snel op was, heeft Azoulay de stonewash-techniek van jeansverwerking overgezet naar leerverwerking om vintage jassen te produceren van nieuwe ruw leer, zodat dit eruitzag alsof ze gebruikt was en dus authentiek.  Het merkimago van Chevignon moet de Amerikaanse manier van leven van de jaren vijftig en de American Dream weerspiegelen. De doelgroep van het bedrijf waren aanvankelijk jongeren tussen de 25 en 35 jaar.

## Uitbreiding vanaf midden jaren 1980
Al in 1981 bedroeg de omzet bijna 100 miljoen Franse frank. In 1984 werden nieuwe labels gelanceerd, waaronder Chevignon Conquest (jeans en sportkleding), Chevignon Kids (kinderkleding), Chevignon Che (vrijetijdskleding) en Togs Unlimited (donskleding). In 1987 werd het Chevignon- assortiment uitgebreid met accessoires en bagage. Chevignon bood nu het complete assortiment voor de garderobe aan en maakte ook naam in de jeanswereld. Zo concurreerde Chevignon op de Franse markt met merken als Chipie en Cimarron. Vanaf het einde van de jaren 1980 werd het eigen winkelnetwerk van het bedrijf in Frankrijk en in het buitenland uitgebreid door middel van een systeem van franchising, waarbij Chevignon-boetieks werden geopend in New York, Hong Kong, Tokio en nog eens 20 landen. In de jaren 1990 werden ook licenties verleend voor brillen, horloges en geuren. Korte tijd waren er zelfs Chevignon-sigaretten op de markt. Deze werden vanwege de jonge doelgroep onder publieke druk van de markt gehaald. Op de Duitse markt, waarin het bedrijf vanaf het einde van de jaren 1980 actief was, werden Chevignon-jassen voor 650 tot 800 Duitse mark in het hogere middenprijssegment verkocht, en vertegenwoordigden daarmee een statussymbool. De jassen waren vooral onder jongeren enorm populair. Frankrijk en Duitsland waren de belangrijkste afzetmarkten voor Chevignon.

## Overname door NAF NAF
Begin jaren 1990 nam de belangstelling voor Chevignon in Frankrijk af, mede door een recessie, en kelderde de verkoop. Het bedrijf werd uiteindelijk in 1995 overgenomen door de Franse NAF NAF Group, die op haar beurt in 2007 werd samen met het modelabel Kookaï gekocht door de Franse schoenengroep Vivarte  De overname door NAF NAF en de bijbehorende financiële injectie evenals een herstructureringsprogramma stelden Chevignon in staat zijn wereldwijde expansie voort te zetten. NAF NAF beëindigde zijn eigen herenkledingprogramma met de integratie van het merk Chevignon. Ook in andere landen daalde de afzet halverwege de jaren 1990 door kwaliteits- en prijsproblemen. Er werden pogingen gedaan het tij te keren door het wijzigen van de verkoopkanalen, levertijden te verkorten, kwaliteit te verbeteren en een damesmodelijn te introduceren. 

## Vernieuwing in de jaren 2000
Het logo van Chevignon werd in 2003 vernieuwd in grijs- en blauwtinten. In 2007 werd het logo opnieuw gewijzigd, waarmee het weer lijkt op de oorspronkelijke letters in rood, beige en zwart. In de late jaren 2000 lanceerde Chevignon onder de nieuwe creatief directeur Jean-Olivier Létard, die eerder assistent van Marc Jacobs was geweest bij Louis Vuitton, twee afzonderlijke collecties. In 2007 werd de Legend-collectie geïntroduceerd (herenkleding, dameskleding en accessoires met een focus op leer) en in 2008 werd de Unlimited-collectie (modieuzere herenmode in de luxe sportkledingsector en accessoires) op de markt gebracht. In Duitsland werden circa 30 retailers beleverd. De bestaande Chevignon-winkels (in Hamburg, Keulen, Düsseldorf, Magdeburg en de outlet in Zweibrücken) werden achtereenvolgens gesloten. In de winter van 2009 werd een gelimiteerde heruitgave van de Togs Unlimited donsjacks uit de jaren '80 uitgebracht met een geborduurde afbeelding van een eend op de rug.